# Scènes de crimes
Pour la notion de criminologie, voir Scène de crime.
Pour les articles homonymes, voir Scène de crime (homonymie).
Pour plus de détails, voir Fiche technique et Distribution.
Scènes de crimes est un film policier français de Frédéric Schoendoerffer sorti le 15 mars 2000, avec dans les rôles principaux Charles Berling et André Dussollier.

## Synopsis
Une jeune femme, Marie Bourgoin, disparaît mystérieusement de l'auberge de ses parents. Fabian et Gomez, deux policiers de la Crim' de Versailles sont chargés de l'affaire. Mais des taches de sang trouvées sur un prospectus laissent présager le pire.
Parallèlement, des cadavres de jeunes personnes atrocement mutilées et toutes décapitées sont découverts çà et là, ne laissant guère de doute sur l'existence d'un tueur en série. Les parents de Marie reçoivent alors une lettre anonyme accompagnée de la photo de leur fille mutilée et pendue. Fabian et Gomez se voient confier l'ensemble des enquêtes sur ces meurtres, mais leurs investigations sont ralenties par les déboires conjugaux de Gomez et son penchant pour l'alcool.

## Fiche technique
- Titre : Scènes de crimes
- Réalisation : Frédéric Schoendoerffer
- Scénario : Yann Brion, Olivier Douyère et Frédéric Schoendoerffer
- Production : Éric Névé
- Musique : Bruno Coulais
- Photographie : Jean-Pierre Sauvaire
- Montage : Dominique Mazzoleni
- Décors : Jean-Baptiste Poirot
- Pays d'origine :  France
- Langue : français
- Format : couleurs - 2,35:1 - Dolby Digital - 35 mm
- Genre : policier
- Durée : 100 minutes
- Dates de sortie : 15 mars 2000 (France), 26 avril 2000 (Belgique)
- Film interdit aux moins de 12 ans lors de sa sortie en France

## Distribution
- Charles Berling : Georges Fabian
- André Dussollier : Jean-Louis Gomez
- Ludovic Schoendoerffer : Léon
- Pierre Mottet : François
- Eva Darlan : le commissaire principal
- Camille Japy : Clara, épouse de Fabian
- Élodie Navarre : Marie Bourgoin - Valentine
- Hubert Saint-Macary : M. Bourgoin
- Blanche Ravalec : Mme Bourgoin
- Anne Kreis : Mère de Pénélope
- Patrick Bonnel : Père de Pénélope
- Yan Epstein : le commandant Jaoui
- Idit Cebula : la substitut
- Denise Chalem : Mme Gomez
- Serge Riaboukine : le prêtre
- Jacques Perrin : Commissaire divisionnaire
- Frédéric Quiring : le flic de Montpellier
- Brigitte Bémol : la vendeuse en pharmacie
- Djemel Barek : le médecin légiste
- Philippe Lelièvre : Mancini
- Clément Thomas : Le tueur
- Cylia Malki : la prostituée avec Gomez
- Frédérique Cantrel : l'échographe
- Jocelyne Maillard : la prostituée qui monte avec Fabian
- Nicky Marbot : le chauffeur routier

## Distinctions
- Nomination au César de la meilleure première œuvre en 2001.